# Bazin (tissu)
Pour les articles homonymes, voir Bazin.

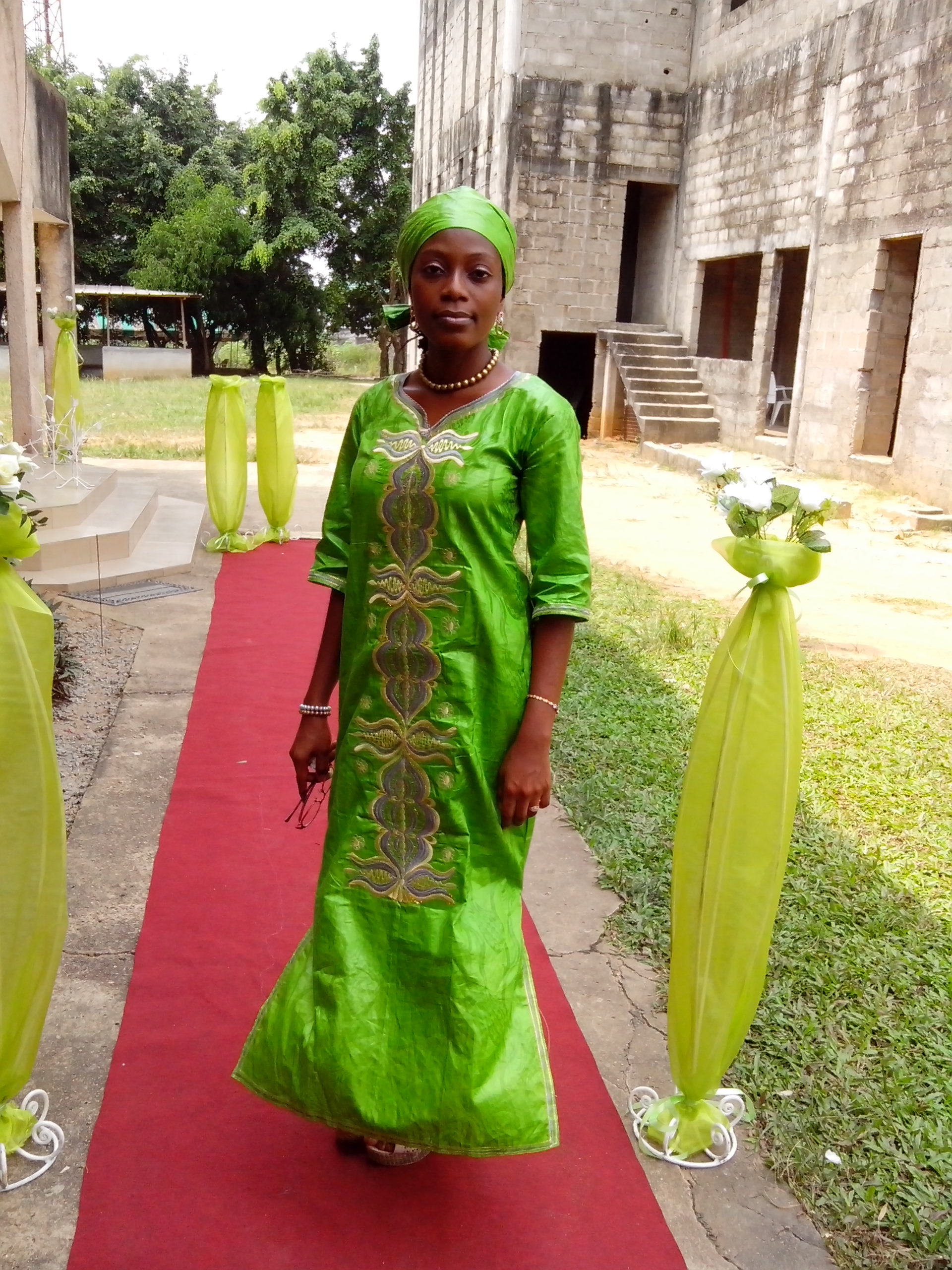
Robe en bazin de couleur verte.

Le bazin africain est une étoffe à base de coton teinté artisanalement pour devenir un tissu damassé caractérisé par la raideur et une éclatante brillance.

## Technique
À partir du coton blanc, la technique tinctoriale permet de former des motifs variés sur le textile amidonné. Le bazin permet de coudre des vêtements agrémentés de broderies et de surpiqûres. Le bazin est également utilisé en décoration d'intérieur pour la fabrication de rideaux ou de linge de table.

Étapes de fabrication
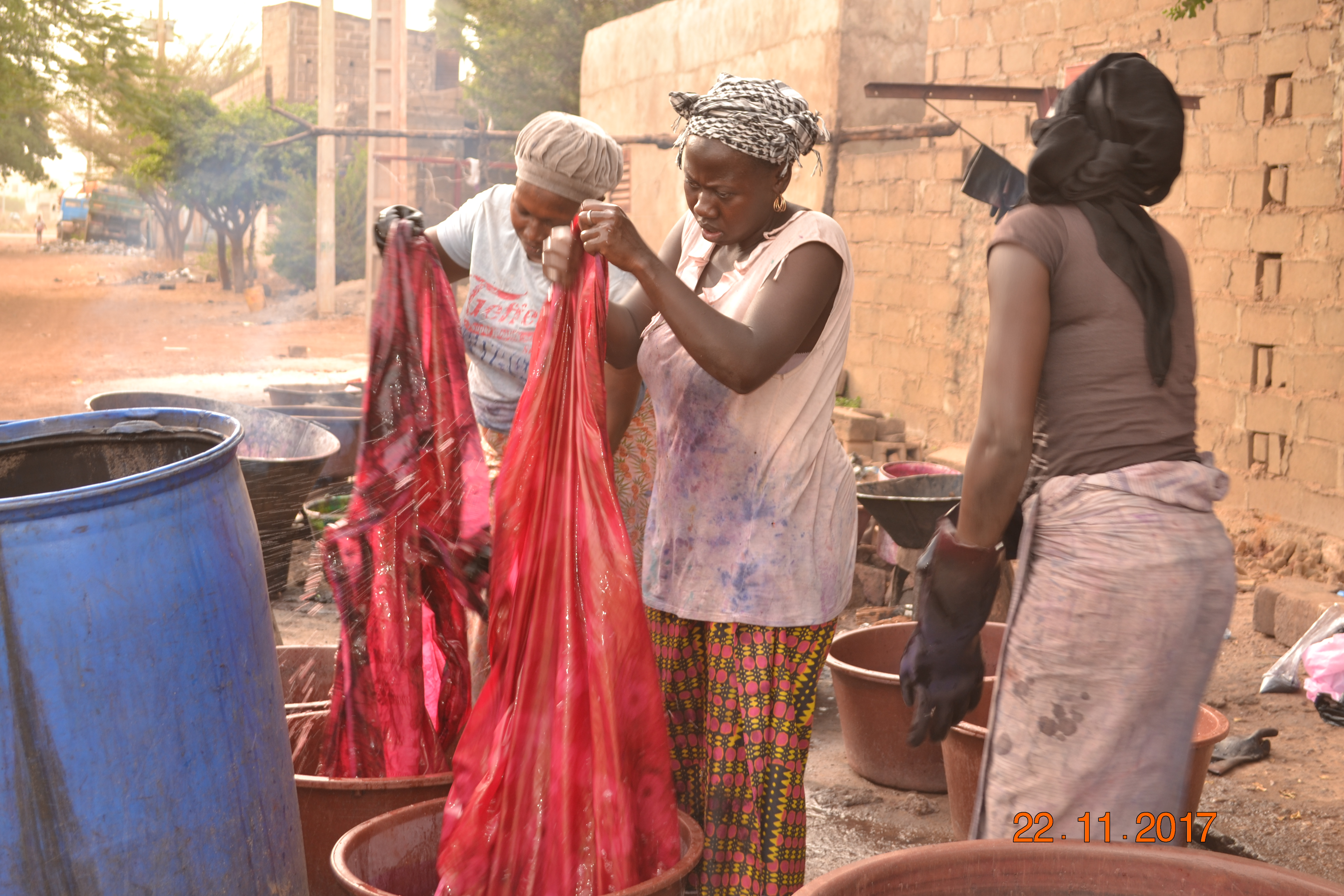
Teinturières de Bamako.
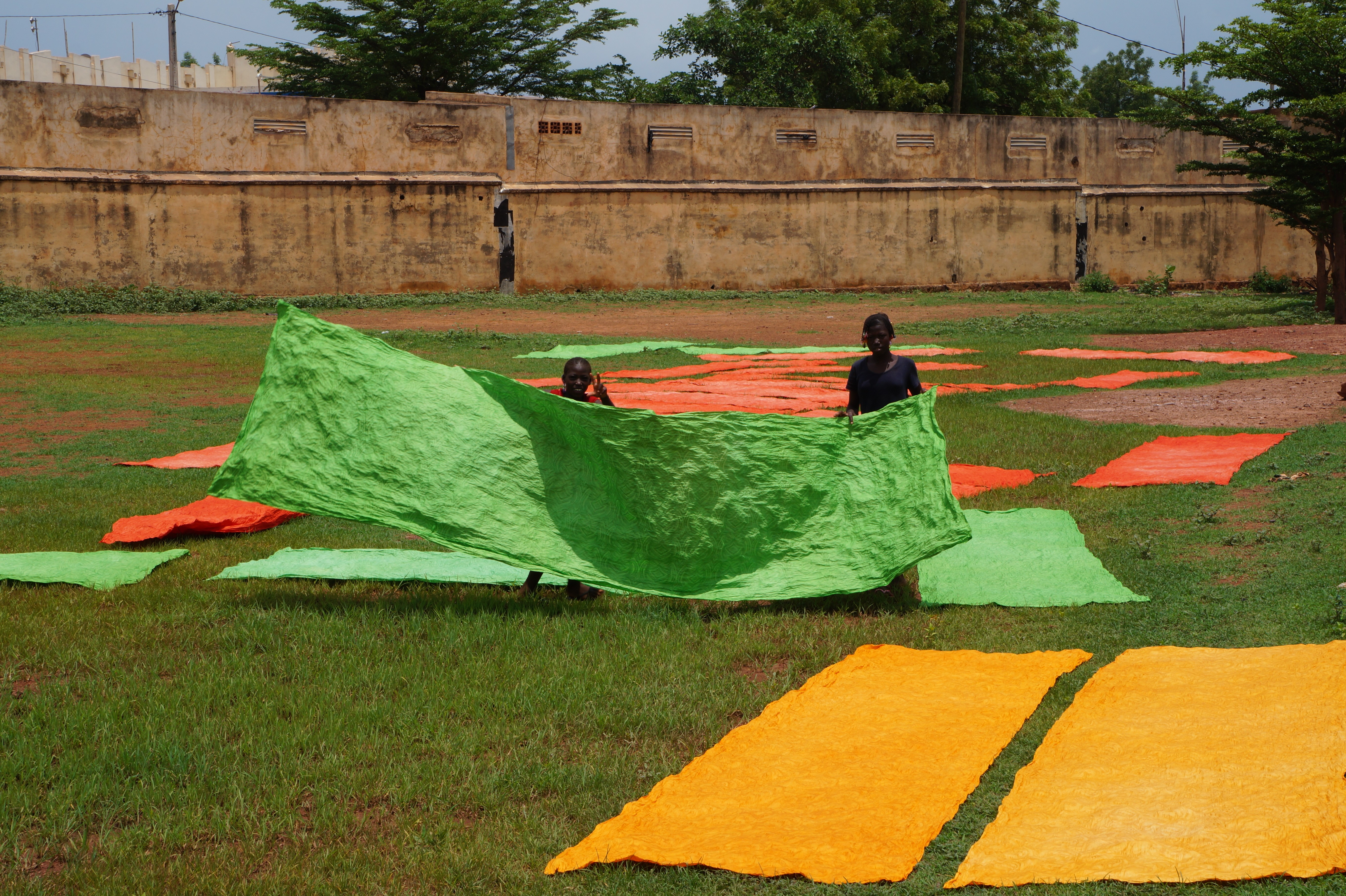
Séchage du tissu sur un terrain de football au Mali.
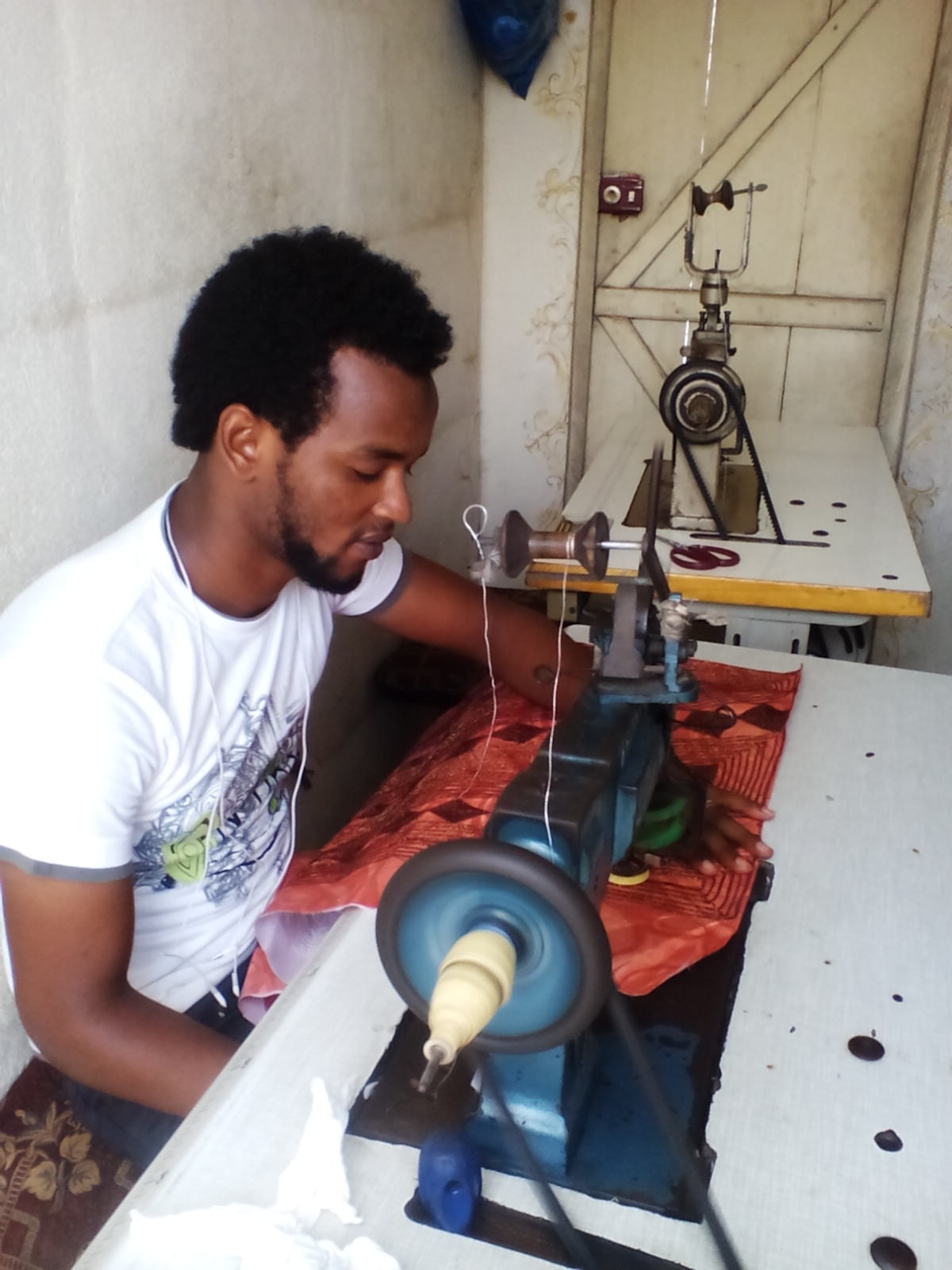
Brodeur en Côte d'Ivoire.

## Valorisation
Le bazin fait l'objet d'un commerce florissant en Afrique. Les chanteurs Amadou Bagayoko et Mariam Doumbia ont sorti un album de musique en 2005 pour rendre hommage au bazin.